# Fuga di Vittorio Emanuele III

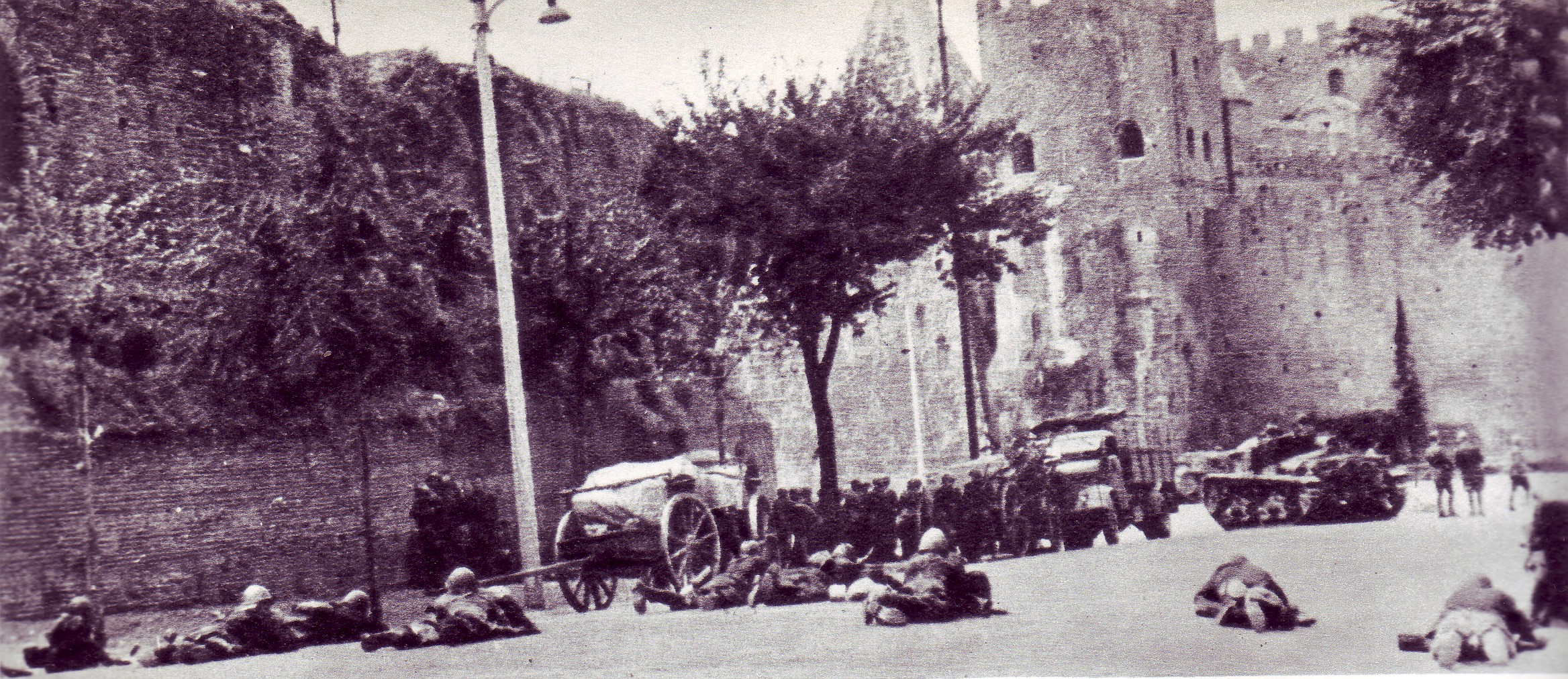
10 settembre 1943: soldati italiani cercano di contrastare i tedeschi presso porta San Paolo

La fuga da Roma del re d'Italia Vittorio Emanuele III di Savoia e del maresciallo d'Italia Pietro Badoglio (genericamente nota anche come fuga di Pescara, fuga di Ortona o fuga di Brindisi) consistette nel precipitoso abbandono della capitale – all'alba del 9 settembre 1943 – alla volta di Brindisi, da parte del sovrano, del capo del Governo e di alcuni esponenti della Real Casa, del governo e dei vertici militari. La fretta con la quale la fuga fu realizzata comportò l'assenza di ogni ordine e disposizione alle truppe e agli apparati dello Stato utile a fronteggiare le conseguenze dell'Armistizio, pregiudicando gravemente l'esistenza stessa di questi nei convulsi eventi bellici delle 72 ore successive. Questo avvenimento segnò una svolta nella storia italiana durante la seconda guerra mondiale.
In seguito a questo evento – che seguì immediatamente l'annuncio, la sera dell'8 settembre, dell'armistizio siglato con gli Alleati il 3 settembre – le forze di terra italiane, abbandonate a loro stesse e senza ordini e piani precisi, non furono in grado di opporre un'efficace e coordinata resistenza alla ovvia e prevedibile reazione tedesca, disintegrandosi nel volgere di poche decine di ore e finendo in larga parte preda dei tedeschi, con eccezione delle guarnigioni di Sardegna e Corsica, in Puglia e – almeno per due giorni – alla periferia sud di Roma. Fu in tal modo consentito all'ex alleato di occupare agevolmente oltre due terzi del territorio nazionale e tutti i territori occupati dal Regio Esercito nella Francia meridionale, nei Balcani e in Grecia, e di catturare ingentissime quantità di bottino e quasi seicentomila militari italiani; questi furono dai tedeschi considerati non come prigionieri di guerra, soggetti quindi alla convenzione di Ginevra in materia, ma come "internati", classificazione che dava al governo tedesco, secondo un'interpretazione assolutamente unilaterale voluta da Hitler in persona, il diritto di trattare e sfruttare i prigionieri con metodi e modi del tutto al di fuori delle convenzioni internazionali.
Con la subitanea avanzata alleata in Calabria e gli sbarchi anfibi di Salerno e Taranto in concomitanza con l'Armistizio, il restante terzo del Paese fu rapidamente occupato dagli angloamericani. L'Italia fu perciò trasformata in larga parte in un campo di battaglia, usata dai due contendenti rispettivamente dal primo per la difesa del territorio e degli interessi strategici e politici del Terzo Reich, e dai secondi per attaccare l'Asse nel suo "ventre molle", attirando in Italia il maggior numero possibile di divisioni tedesche per sguarnire gli altri fronti. Il Paese fu così esposto ai rigori e alle sciagure di ulteriori venti mesi di guerra, sottoposto alla duplice occupazione di truppe straniere spesso indifferenti alle condizioni della popolazione civile e al patrimonio artistico, industriale e infrastrutturale italiano.

## Antefatto
(Dwight David Eisenhower, comandante in capo delle Forze Alleate in Europa durante la Seconda guerra mondiale, riferendosi all'Italia.)

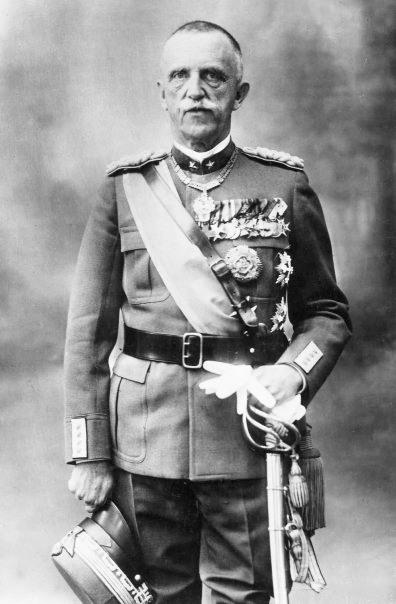
Vittorio Emanuele III

L'offensiva lanciata dagli Alleati nell'estate del 1943 contro il territorio italiano, quello che Winston Churchill aveva definito "il ventre molle d'Europa", non tardò ad aver successo, rendendo chiara l'inevitabilità della sconfitta e causando la caduta del regime fascista, insediato al potere da 21 anni a seguito della Marcia su Roma non contrastata dal re Vittorio Emanuele III.
Tra il 9 e il 10 luglio 1943 iniziò l'invasione della Sicilia - non contrastata dalla Regia Marina, i cui alti ufficiali erano in massima parte fedelissimi al sovrano - e Palermo cadde nelle mani degli statunitensi già il 22 luglio 1943. Nello stesso giorno, Vittorio Emanuele III si rivolse con queste parole a Dino Grandi «Mi dia un voto del Gran Consiglio del Fascismo che mi offra un pretesto costituzionale per dimissionare Mussolini».
Il 19 luglio 1943 Roma fu colpita da un devastante bombardamento aereo, più volte pubblicamente minacciato dagli Alleati sin dal 1940, malgrado gli sforzi del Pontefice e del Vaticano, le uniche autorità impegnate sin dall'inizio del conflitto in una fitta attività diplomatica volta a tentare di scongiurare il pericolo che la città eterna subisse dal cielo devastazioni simili a quelle che colpirono innumerevoli città europee. Il bombardamento causò più di 2000 vittime.
Il papa Pio XII fece allora pubblicare un vero e proprio atto di accusa contro chi non rispettava né gli altissimi valori tradizionali rappresentati da Roma, né la presenza della Chiesa, né la vita delle persone che vi si erano rifugiate.

### La caduta di Mussolini
Di fronte all'inarrestabile avanzata alleata e alla campagna di bombardamenti aerei e navali che investiva il resto d'Italia, prima ancora che Catania fosse occupata dagli inglesi il 5 agosto 1943 e che l'ultimo lembo di terra siciliana fosse evacuato dalle forze dell'Asse (occupazione di Messina il 17 agosto), il Re decise infine di liberarsi di colui che gli Italiani ritenevano il primo responsabile del disastro, destituendo e facendo arrestare Benito Mussolini il 25 luglio 1943, appena dopo la sfiducia decretatagli a maggioranza nella notte precedente dallo stesso Gran consiglio del fascismo, per iniziativa di Dino Grandi. Lo stesso Grandi, interpellato dal sovrano sulla situazione, già il 28 luglio 1943 lo avvisò dell'imminente e grave pericolo che versava sulla nazione qualora alla caduta di Mussolini non fossero seguiti speditamente un armistizio con gli Alleati e la rottura con i tedeschi e se contro questi non fossero state rivolte con decisione le armi:
(Dino Grandi)

### L'incarico a Badoglio

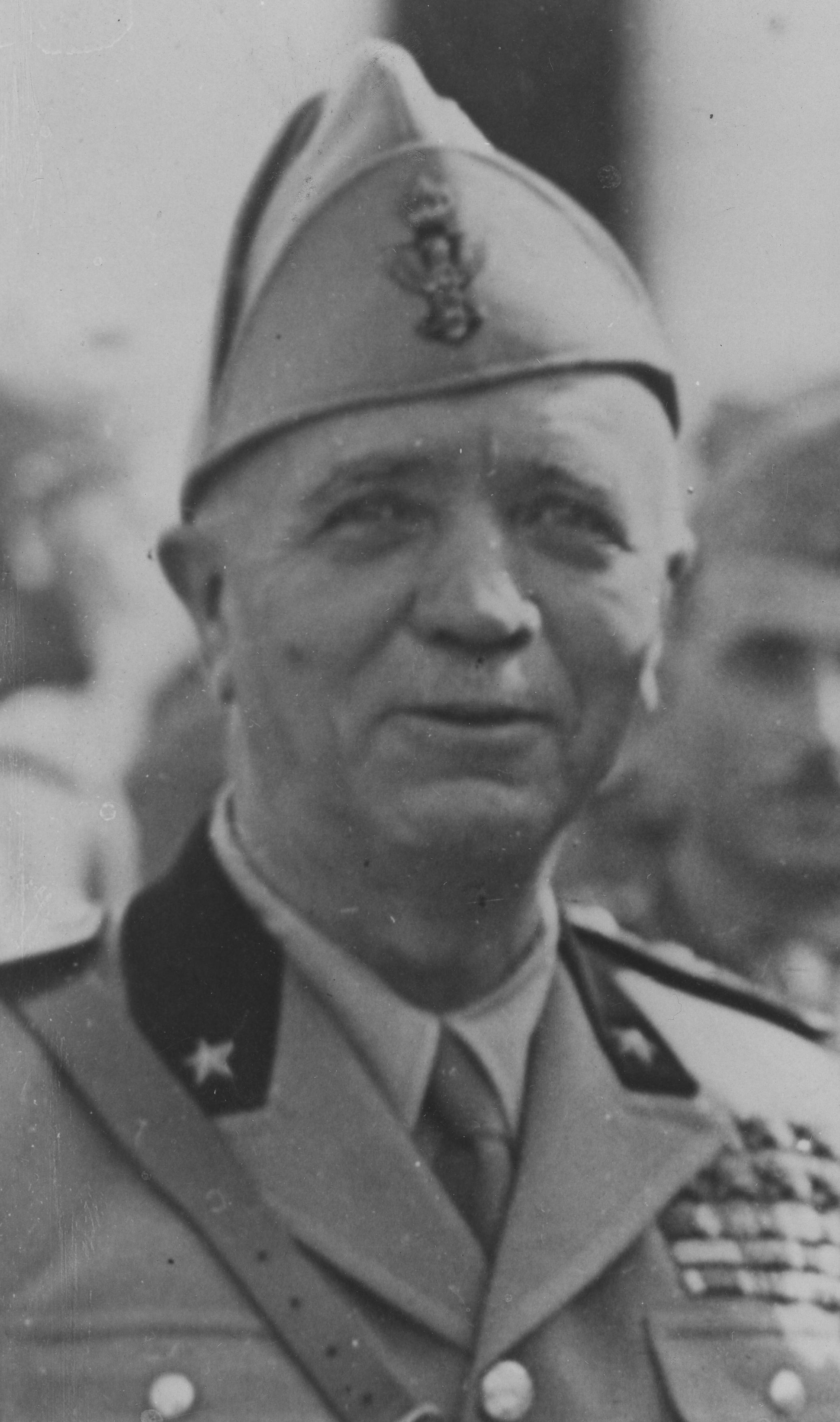
Pietro Badoglio (1871-1956)

Mussolini fu speditamente sostituito alla testa del governo dal maresciallo d'Italia Pietro Badoglio, un militare piemontese largamente compromesso con le iniziative del regime fascista e – malgrado la pessima prova da questi fornita durante la campagna di Grecia – preferito dal sovrano al parigrado Enrico Caviglia, del quale lo stesso Grandi aveva caldeggiato la candidatura, e che pare fosse sospettato a corte di essere "troppo filobritannico".
Il successivo 31 luglio il governo Badoglio comunicava di aver deciso di dichiarare Roma città aperta, chiedendo a tutti i belligeranti a quali condizioni la dichiarazione potesse essere accettata. Il 13 agosto, gli americani effettuarono sulla città una nuova, pesantissima incursione aerea.
Il 14 agosto venne allora diramato un comunicato ufficiale nel quale si diceva che, «in mancanza di evasione della richiesta del 31 luglio», il governo italiano si vedeva «costretto alla proclamazione unilaterale, formale e pubblica di Roma città aperta, prendendo le necessarie misure a norma del diritto internazionale». Il 22 agosto veniva diramato un altro comunicato ufficiale, nel quale si informava che, in occasione dei sorvoli di aerei nemici sulla capitale non si sarebbe più fatto luogo a manifestazioni di difesa contraerea.
La vacuità delle parole tardivamente proferite dal governo Badoglio, che s'era deciso a dichiarare unilateralmente Roma "città aperta" non prima di trenta ore dopo il secondo bombardamento che l'aveva sconvolta, è testimoniata dal fatto che gli Alleati avevano chiarito – già prima della caduta di Mussolini, e con ogni mezzo – che la dichiarazione di Roma "città aperta" del governo italiano – unilaterale e priva dei necessari requisiti di smilitarizzazione e verifica da parte di osservatori neutrali – non aveva alcun valore. Non a caso la città verrà nuovamente bombardata numerose volte, sino alla liberazione, avvenuta il 4 giugno 1944.
Nel frattempo, avendo verificato l'incapacità o la mancata volontà del re e del governo Badoglio di provvedere adeguatamente al grave pericolo che incombeva sul Paese, Dino Grandi riparò nella Spagna franchista. Stando invece ad Aldo Castellani, Grandi andò in Portogallo per ordine del Re, al fine di prendere contatto con gli inglesi.

### L'armistizio di Cassibile e l'occupazione tedesca

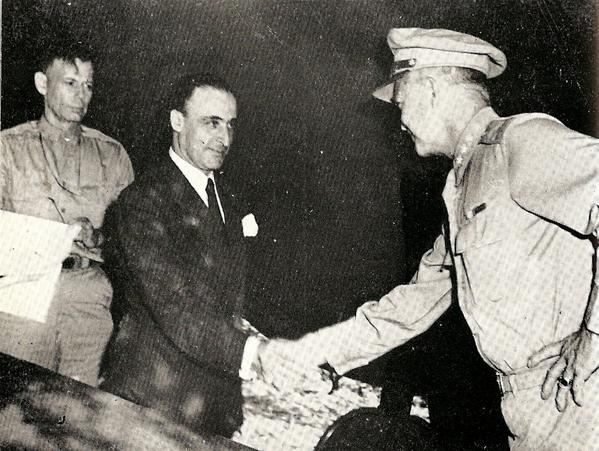
Il generale Castellano (in borghese) e il generale Eisenhower si stringono la mano dopo la firma dell'armistizio a Cassibile, il 3 settembre 1943.

A causa dell'avanzata degli Alleati dal sud Italia, il governo italiano, messo sotto pressione dal generale Eisenhower, il 3 settembre 1943, aveva firmato a Cassibile la prima versione di un armistizio con gli inglesi e gli americani (il cosiddetto armistizio corto), abbandonando di fatto l'alleanza con i tedeschi. L'accordo era stato firmato dal generale Giuseppe Castellano.
L'armistizio era stato tenuto segreto per alcuni giorni nella vana speranza di tenerne all'oscuro i tedeschi, che invece stavano preparando segretamente l'operazione Alarico, mirante a prendere il completo controllo dell'Italia; questa in realtà era articolata in Achse ("Asse"), con l'obiettivo di catturare la flotta militare italiana, Schwartz, volta a disarmare l'esercito italiano, Eiche, per la liberazione di Mussolini e Student che doveva prendere il controllo di tutto il territorio italiano ancora non invaso dagli Alleati, instaurando un nuovo governo fascista (che non prevedeva una presenza monarchica). Si voleva infatti dare all'esercito italiano il tempo di organizzarsi contro la reazione dei nazisti, temendo la reazione tedesca. Le operazioni a tal fine erano state affidate al generale Badoglio che, come capo del governo, aveva preso il posto di Mussolini il 27 luglio.

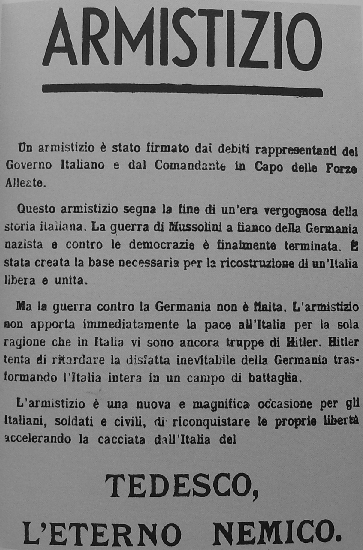
Il volantino lanciato sulle città italiane dagli Alleati all'indomani dell'armistizio.

Gli Alleati, al fine di aiutare l'Italia nella difesa di Roma, erano anche pronti a mettere in campo una divisione aviotrasportata, la 82ª statunitense, che sarebbe dovuta atterrare in uno o più aeroporti vicini a Roma, posto che il Comando Supremo italiano avesse assicurato la difesa dell'aeroporto stesso. A tale scopo, già durante l'incontro di Cassibile, nella notte tra il 3 e il 4 settembre, era stata evidenziata alla delegazione italiana la necessità di verificare la difendibilità da parte italiana di Centocelle e Guidonia, non scartando altre opzioni; il piano era denominato Giant 2; Castellano suggerì alternative come Cerveteri e la frazione Furbara, lontane dagli acquartieramenti tedeschi. A tale scopo venne inviata una missione militare a Roma, nella notte tra il 6 e il 7 settembre, con il generale Taylor, vicecomandante della 82ª. Di fronte alla disorganizzazione italiana (il generale Carboni, comandante del corpo d'armata motocorazzato, introvabile, era convinto che l'armistizio dovesse essere proclamato il 12), Taylor chiese di vedere Badoglio, il quale in piena notte lo scongiurò di rimandare l'armistizio e di spostare i luoghi dell'aviosbarco. Con questi presupposti, il generale Taylor inviò il radiomessaggio Situation innocuous, che cancellava l'operazione.

Informalmente, alla firma dell'armistizio gli Alleati avevano avvertito il governo italiano che gli sbarchi sulla penisola sarebbero avvenuti entro due settimane, e la previsione italiana era che l'armistizio sarebbe stato comunicato il 12 settembre o successivamente; visti i tentennamenti italiani, Eisenhower, dopo aver scritto una lettera a Badoglio che diceva fra l'altro «Il rifiuto da parte vostra di adempiere a tutti gli obblighi dell'accordo firmato avrà le più serie conseguenze per il vostro paese…», anticipava di alcune ore la diffusione della notizia e la radio alleata, captata in Italia, diede la notizia della firma della resa alle ore 16.30 dell'8 settembre, sorprendendo un «consiglio della Corona» convocato dal re al Quirinale (poi trasferitosi nel vicino Palazzo Baracchini, sede del ministero della Guerra), il quale ancora la mattina aveva rassicurato l'ambasciatore tedesco della fedeltà ai patti stipulati.
Dopo frenetiche discussioni, durante le quali si era perfino ipotizzato di rigettare la firma della resa, Badoglio alle ore 19:42 diede disposizione di annunciare per radio la firma dell'armistizio alla popolazione italiana, ordinando ai reparti di «cessare le ostilità contro le forze angloamericane e di reagire ad eventuali attacchi da qualsiasi altra provenienza».

La prima pagina del Corriere della Sera con l'annuncio dell'armistizio

Era tutto interesse di Hitler quello di contrastare l'operato di Badoglio occupando l'Italia, in quanto la penisola era di enorme importanza strategica nel confronto militare con le forze degli inglesi e degli americani. In Italia erano già stanziate delle truppe tedesche il cui compito principale era quello di tenere lontani gli angloamericani dalla Germania: infatti in quei giorni le truppe alleate, sbarcate in Sicilia circa due mesi prima (il 10 luglio) avevano già completato l'occupazione dell'isola e tenevano sotto controllo diverse zone meridionali della penisola, spostando gradualmente il fronte verso nord; più precisamente, il piano definitivo di ritirata tedesca prevedeva un ritiro lento dalla Calabria verso la Campania in modo da consentire la realizzazione delle opere difensive che poi – su impulso di Albert Kesselring – diedero forma alla linea Gustav. Erwin Rommel, al contrario, avrebbe voluto una rapida evacuazione dell'intera Penisola sino all'Appennino settentrionale.

## I compiti della corona e del governo nel settembre del 1943
(Vittorio Emanuele III, annunciando agli italiani via radio di aver ripreso il comando delle Forze armate, 25 luglio 1943, ore 22:45)
In questa situazione di emergenza, i compiti di assoluta necessità cui dovevano adempiere il governo e la monarchia erano molteplici. Tra l'altro si ricordano i seguenti:
- Il Re aveva sin dalla tarda serata del 25 luglio 1943 annunciato al popolo italiano in un radiomessaggio di aver ripreso nelle proprie mani il comando delle Forze Armate. Sovrano e Governo avevano il compito di garantire, per quanto possibile, il coordinamento delle azioni dell'esercito per fronteggiare l'incombente occupazione nazista. Questo riguardava tanto le truppe in Patria, quanto quelle dislocate in altri Paesi. Si calcola che un milione di soldati italiani fosse a quell'epoca stanziato in Italia, mentre un altro milione si trovava all'estero, in massima parte nei Balcani e in Francia;[19]
- Intrattenere i difficili rapporti con gli Alleati;
- Salvaguardare la propria sicurezza per continuare le operazioni, scopo che in sé sarebbe stato legittimo.[20]

È peraltro chiaro che questi obiettivi si trovavano in parziale contraddizione tra loro. Vittorio Emanuele III e il generale Badoglio diedero la priorità soprattutto alla propria sicurezza, optando per la fuga. Vollero scegliere una destinazione che garantisse una certa sicurezza dagli attacchi tedeschi. L'Italia meridionale, in parte già abbandonata dai nazisti, pareva offrire le migliori premesse in questo senso.
Secondo Paolo Puntoni, aiutante di campo del re, Vittorio Emanuele aveva già discusso di un suo allontanamento da Roma chiedendogli, già il 28 luglio, (tre giorni dopo l'arresto di Mussolini) di organizzare il necessario nel caso si presentasse questa evenienza. Commentando: «Non voglio correre il rischio di fare la fine del re dei Belgi. […] Non ho alcuna intenzione di cadere nelle mani di Hitler e di diventare una marionetta di cui il Führer possa muovere i fili a seconda dei suoi capricci».
Questa evenienza si sarebbe tuttavia presentata molto presto, ossia dopo gli avvenimenti dell'8 settembre 1943: dopo la diffusione della notizia della firma dell'armistizio, il re e Badoglio, con parte della corte e la quasi totalità dei ministri, fuggirono dalla capitale verso la costa adriatica. È opinione prevalente tra gli studiosi che la decisione di cercare scampo nella fuga sia stato un gesto irresponsabile. Abbandonando la capitale, le massime personalità politiche di un Paese all'orlo del collasso non lasciarono dietro di sé un vero e proprio governo ad interim, ma il caos più completo.
Va tuttavia aggiunto che il Re era ormai anziano (aveva quasi 74 anni) e che erano ben lontani gli anni della prima guerra mondiale, quando Vittorio Emanuele, sovente in visita al fronte, s'era guadagnato l'appellativo di "Re soldato". In effetti il sovrano non aveva più esercitato alcun ruolo militare durante il ventennio fascista, e aveva interamente ceduto a Mussolini il ruolo di comandante supremo. Durante la seconda guerra mondiale il Re non aveva mai esercitato il comando, al punto da non visitare mai le truppe presso alcun fronte.

## La fuga verso Brindisi
(Testimonianza del Generale Giacomo Zanussi, ufficiale addetto del Capo di Stato Maggiore Mario Roatta, in fuga assieme al suo superiore, riportata in Arrigo Petacco, La seconda Guerra Mondiale, Armando Curcio Editore, Roma, p. 1171)
La sera dell'8 settembre 1943, in coincidenza con l'annuncio dell'armistizio siglato cinque giorni prima, vari comandi e presidi italiani in Patria e all'estero venivano attaccati o sopraffatti dai tedeschi, sicché il Re e il governo Badoglio temevano un colpo di mano nazista per impadronirsi della capitale (intervento che poi puntualmente avvenne e fu completato il 10 settembre). Anziché organizzare la difesa della capitale - ciò che pure era militarmente possibile, come poi attestato dagli stessi tedeschi - decisero di allontanarsi precipitosamente da Roma. Cadute rapidamente le ipotesi di raggiungere per nave la Sardegna (da dove le forze tedesche presenti, la 90ª Divisione Panzergrenadier, stavano già muovendo verso la Corsica per consolidarne il controllo), per via della rapida occupazione da parte tedesca delle basi navali di Gaeta e Civitavecchia, si delineò l'ipotesi di rivolgersi al fronte adriatico, particolarmente sguarnito di forze germaniche, finendo per scegliere la via Tiburtina quale via di fuga per raggiungere il porto di Ortona.
 
A seguito della caduta di Mussolini, il 25 luglio 1943, l'ambasciatore tedesco in Italia, von Mackensen, fu richiamato in Patria, accusato da Hitler di non esser stato in grado di preavvertire Berlino del "colpo di Stato" ai danni del duce del fascismo. A Villa Wolkonsky, allora sede dell'ambasciata tedesca a Roma, giunse a sostituirlo come incaricato d'affari Rudolf Rahn. Tuttavia, nonostante il precedente del 25 luglio, né Rahn, né il console tedesco a Roma, Eitel Friedrich Moellhausen, furono in grado di anticipare la notizia dell'armistizio italiano dell'8 settembre. L'attonito Rahn ricevette la notizia direttamente dal ministro degli esteri di Badoglio, Raffaele Guariglia, che gliela comunicò personalmente solo attorno alle 19:45 dell'8, quasi in coincidenza con la diffusione via radio dell'annuncio della fine delle ostilità verso gli angloamericani. Guariglia illustrò personalmente e francamente la situazione ai suoi interlocutori tedeschi i quali, avendo di conseguenza un chiaro quadro della portata dell'evento, senza indugi trassero drastiche conclusioni e, informata Berlino dello straordinario evento, chiesero e ottennero il permesso di lasciare al più presto la capitale italiana. Fu pertanto avviata in gran fretta la distruzione di pratiche e documenti segreti e sensibili dell'ambasciata; quindi il personale, grazie anche all'aiuto di amici italiani e di colleghi di altre legazioni, provvide nel giro di poche ore a liquidare ogni pendenza, dalla chiusura dei conti correnti bancari alla risoluzione di contratti d'affitto. Il ministero degli Esteri italiano, dando prova di quell'organizzazione e freddezza che la sera dell'8 settembre parvero del tutto mancare al Quirinale e a Palazzo Baracchini (sede del Ministero della Guerra), fece preparare alla stazione Termini un treno speciale per rimpatriare i diplomatici tedeschi.
Rahn e Moellhausen non ebbero dubbi sul da farsi, né si attendevano che la capitale italiana potesse cadere subito in mani tedesche e pertanto accettarono, assieme al personale dell'ambasciata, di servirsi senz'altro del treno per lasciare al più presto Roma, smentendo quanti ex post hanno sostenuto che la prospettiva di una rapida occupazione nazista fosse scontata e inevitabile. Il treno dei diplomatici tedeschi lasciò la stazione in piena notte, poco prima che il piccolo corteo di auto con a bordo i reali d'Italia lasciasse furtivamente (fu utilizzato un ingresso secondario in via Napoli) il Ministero della guerra verso la via Tiburtina. Secondo Moellhausen, il treno viaggiò verso Terni, dove fu deviato verso la linea della costa adriatica, senza che nessuno sapesse sin dove sarebbe potuto arrivare. Il treno, a bordo del quale erano anche diversi italiani, rimase fermo presso una piccola stazione, durante quasi tutta la giornata del 9, senza che i diplomatici tedeschi riuscissero a contattare i propri superiori, sinché un capostazione convinse un conduttore a far ripartire il treno in direzione nord. Il convoglio giunse infine a Verona, che i passeggeri fuggiaschi trovarono già caduta in mani tedesche: Moellhausen e Rahn poterono così contattare i loro superiori a Berlino. Stupefatti ricevettero l'ordine di tornare immediatamente a Roma, assieme con tutto il personale: la capitale italiana, appresero, era stata abbandonata dal Re e dal governo e, lasciata senza una coerente difesa, era ormai controllata dai soldati tedeschi.
Alcuni degli incarichi più importanti furono delegati a chi doveva restare: la presidenza del Governo fu frettolosamente affidata ad Umberto Ricci, allora ministro degli Interni.
Mario Roatta, vice Capo di Stato Maggiore (anche lui in fuga), diede sommarie istruzioni sul da farsi al generale Giacomo Carboni, ordinandogli in particolare di disporre affinché due tra le più potenti formazioni militari italiane (la divisione corazzata Ariete e la divisione motorizzata Piave) poste a difesa della capitale abbandonassero la difesa di Roma e fossero invece disposte, di fatto, a difesa della via di fuga scelta dal Re, la via Tiburtina, uscendo da Roma e schierandosi a cavallo della strada verso Tivoli (nella quale avrebbe dovuto anche essere spostato il comando corpo d'armata), sì da impedire eventuali puntate germaniche in quella direzione.
Carboni: Perché?

Roatta: Non possiamo difenderci a Roma, siamo in una trappola. Stavo scrivendo l’ordine di spostare il tuo Corpo d’Armata a Tivoli.

Carboni: Posso muovere subito la divisione ‘Piave’ e quasi tutta l’’Ariete’; anche la parte di questa divisione che non può muovere subito ritengo che potrà disimpegnarsi presto senza difficoltà. Per la ‘Centauro’ bisogna tener presente che sarà più un’insidia che un vantaggio averla con noi.........»
(da G. Carboni, “L’armistizio e la difesa di Roma - Verità e menzogne”)
Nella discussione tra Roatta e Carboni, bisogna tener presente che quest'ultimo rivestiva inoltre il grado di commissario del Servizio informazioni militare, e comunque non esiste analoga ricostruzione di Roatta. Dal dialogo si evince anche che, della fedeltà della divisione corazzata Centauro II, denominata fino a poche settimane prima 1ª Divisione Corazzata di Camicie Nere "M" (formata da diversi Battaglioni M oltre che da un'aliquota della disciolta Centauro), il Comando Supremo non era sicuro e preferì quindi allontanarla dalla direttrice di fuga.
Tra il 9 e il 10 settembre, nella battaglia che i militari italiani, abbandonati a se stessi, ed i cittadini combatterono per opporsi all'occupazione nazista, mentre re e governo erano in fuga, caddero – nei combattimenti a sud della Capitale, alla Montagnola, a Porta San Paolo e lungo la via Cassia – circa mille e trecento tra militari e civili.

All'alba del 9 settembre Vittorio Emanuele III di Savoia salì insieme alla regina Elena, al generale Puntoni e al tenente colonnello De Buzzacarini sulla Fiat 2800 grigioverde di quest'ultimo. Badoglio con il duca Pietro d'Acquarone e Valenzano nella seconda vettura, mentre il principe Umberto prese posto su una terza vettura. Il piccolo convoglio lasciò Roma sulla via Tiburtina. Poco dopo partirono anche i mezzi con il personale: in particolare la Fiat Torpedo Alcinoo usata per le cerimonie di alta rappresentanza fu utilizzata per trasportare i bagagli dei sovrani.
Erano assenti tutti gli altri membri della Famiglia Reale, alcuni dei quali furono poi arrestati dai tedeschi e internati in vari campi di concentramento (la principessa Maria José e i figli riuscirono però a riparare in Svizzera). La principessa Mafalda di Savoia, sposata al principe Filippo d'Assia e che in quei giorni si trovava in Bulgaria, non fu avvisata della fuga dei Reali da Roma e dell'armistizio (ne venne avvisata durante il viaggio di rientro in Italia, ma volle proseguire). Cadde quindi facilmente prigioniera dai nazisti e fu deportata nel campo di concentramento di Buchenwald ove, duramente provata dalla prigionia, morì per le ferite riportate durante un bombardamento alleato. il marito era stato già arrestato dopo l'armistizio dell'8 settembre 1943 e internato nel campo di Flossenbürg, poi fu trasferito al campo di concentramento di Dachau. Dopo soli dieci giorni, però, fu trasferito, insieme a circa 140 altri detenuti di spicco a Villabassa in Val Pusteria (Alto Adige), dove venne liberato dalle truppe alleate il 4 maggio 1945, presso il lago di Braies (Bolzano). La principessa Maria Francesca di Savoia fu internata in un campo di concentramento in Germania con due dei suoi figli e il marito Luigi di Borbone-Parma. Nel 1945 gli anglo-americani li liberarono ed essi fecero ritorno in Italia. La Duchessa d'Aosta Irene di Grecia insieme al figlio Amedeo, la cognata Anna d'Orléans e le sue figlie Margherita e Maria Cristina di Savoia-Aosta furono arrestate dai tedeschi il 26 luglio 1944 su ordine di Heinrich Himmler e deportate in Austria nel campo di concentramento di Hirschegg, venendo liberate solo al termine del conflitto nel maggio 1945 e rientrando in Italia il 7 luglio 1945.
Gli altri generali si mossero ad intervalli regolari seguendo il piccolo corteo di auto con a bordo i Reali. Due autoblindo, su una delle quali era trasportato il generale Zanussi, facevano da scorta al convoglio in fuga. I posti di blocco tedeschi furono superati facilmente dichiarando la presenza di "ufficiali generali" e per questo motivo si ritiene che il convoglio fosse stato esplicitamente autorizzato da Kesselring.
L'auto su cui viaggiava Badoglio si guastò cammin facendo e questi passò perciò nell'auto del principe Umberto il quale, vedendolo infreddolito, gli prestò il suo cappotto. Badoglio si premunì di rimboccarsi le maniche per evitare che fossero visibili i gradi. Durante il tragitto, il principe Umberto espresse ripetutamente delle remore, manifestando il desiderio di rientrare a Roma e porsi alla guida delle truppe italiane a sua difesa. Tuttavia, Badoglio lo indusse bruscamente a desistere dai suoi propositi, facendo valere il fatto di essere un suo superiore nella gerarchia militare.

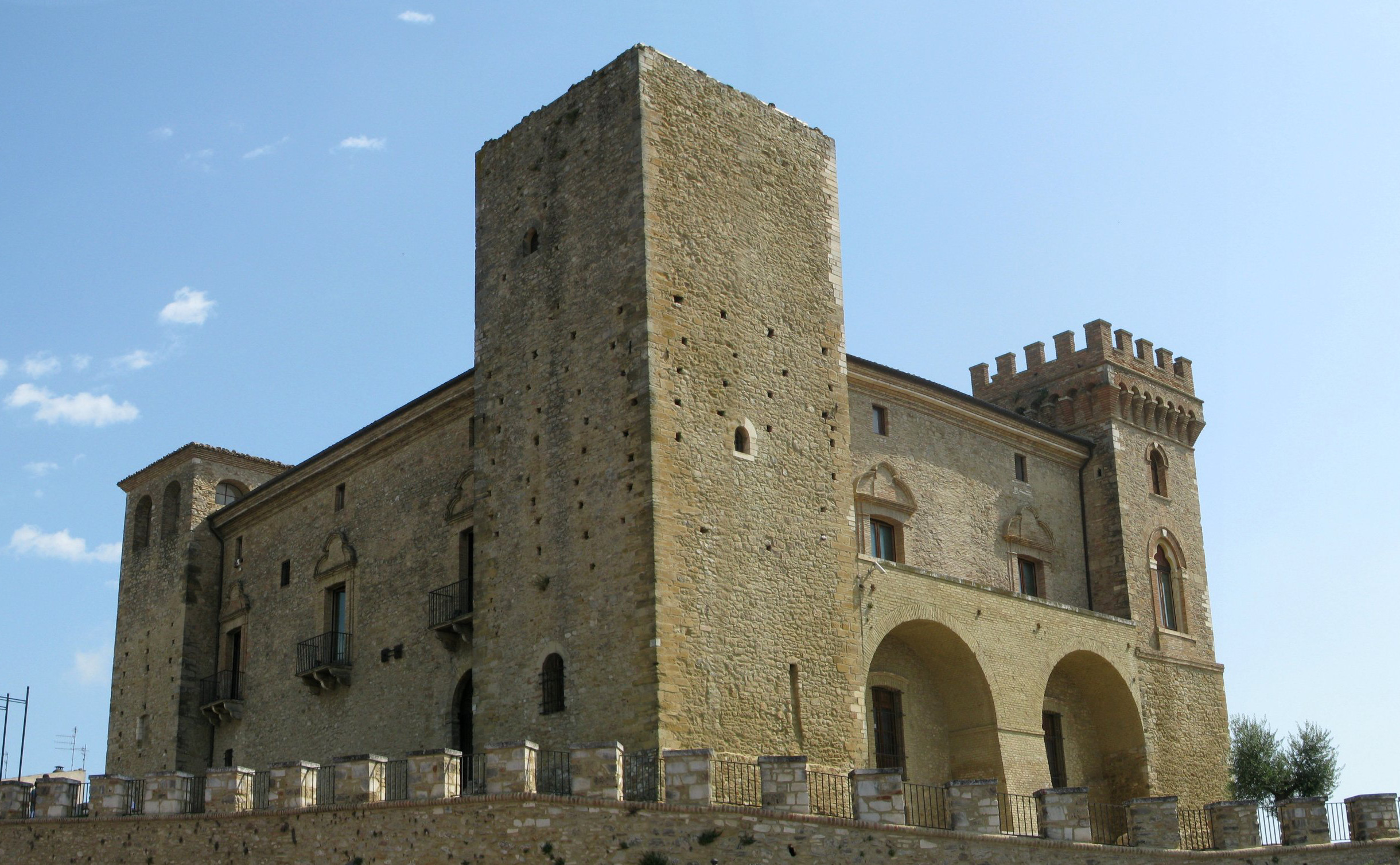
Il castello ducale di Crecchio dove alloggiarono il re e la moglie prima dell'arrivo a Ortona

Nel pomeriggio le auto raggiunsero l'aeroporto di Pescara, dove era presente un gruppo di volo comandato dal principe Carlo Ruspoli che, avuta notizia delle intenzioni dei Reali, espresse stupore e sdegno per quella fuga; Vittorio Emanuele III si trincerò dietro gli obblighi costituzionali ("Devo essere ossequente alle decisioni del mio governo"). A quel punto, però, l'uso dell'aeroplano fu escluso: una spiegazione si fonda sul timore di possibili ribellioni, visto che anche i piloti operanti in zona non erano d'accordo a partecipare a un'azione che consideravano indecorosa; un'altra possibile spiegazione (addotta da Badoglio nella sua opera L'Italia nella seconda guerra mondiale) fu il fatto che «la regina sofferente di cuore, non avrebbe potuto sopportare il volo».

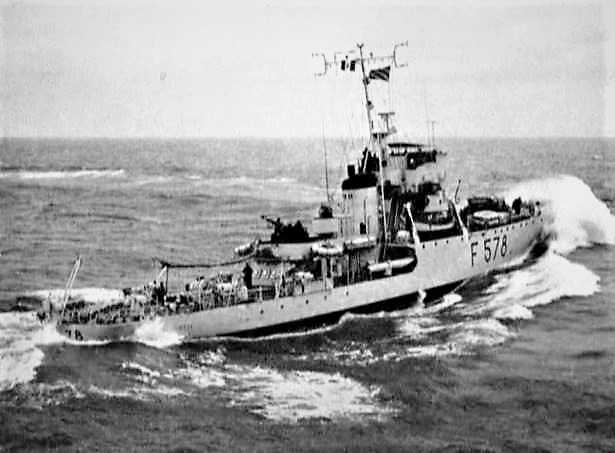
La corvetta Baionetta partita da Ortona, in una foto post bellica, con il suo nuovo identificativo NATO F578 della Marina Militare Italiana

Si decise così di continuare il viaggio in nave: in attesa di imbarcarsi, il Re pernottò presso il castello di Crecchio, di proprietà di Giovanni De Riseis duca di Bovino; lo Stato Maggiore e la nobiltà al seguito ripararono a Chieti, a palazzo Mezzanotte, di fronte alla cattedrale.
Era stata chiamata al porto di Pescara da Zara la corvetta Baionetta, da Taranto l'incrociatore Scipione l'Africano e la corvetta Scimitarra. La popolazione della città però, venuta a sapere della fuga, si mostrò indignata e, per evitare problemi, la comitiva di fuggiaschi e le navi destinate ad essi furono deviate verso il porto di Ortona. Badoglio, sceso da Chieti in piena notte, fu l'unico che riuscì a imbarcarsi a Pescara.
La mattina successiva il Re e il suo seguito si imbarcarono da Ortona sulla corvetta Baionetta, scortato da 12 pescatori ortonesi, che li condusse a Brindisi, che al momento non si trovava sotto il controllo degli alleati, né dei tedeschi. L'imbarco verso la salvezza fu drammatico: una folla vociante di 250 ufficiali con tanto di famiglia e conoscenti, già in attesa del Re, aveva infatti cercato (per lo più inutilmente) di aggiungersi alla comitiva. La nave non attraccò, nella lancia inviata al molo comunque fu stipata più gente che si poteva. Molti, militari e no, a seguito del Re non riuscirono ad imbarcarsi, tornarono a Chieti da dove, abbandonati gli averi e procurati abiti civili e anonimi, si diedero alla macchia.
Durante la navigazione la compagnia fu seguita da un ricognitore tedesco che documentò con fotografie la fuga dei Reali, ma nulla seguì a tale controllo. Al loro arrivo a destinazione i reali furono accolti dall'ammiraglio Rubartelli, che aveva pieno controllo della zona e che rimase sbalordito dall'improvvisa comparsa di Vittorio Emanuele.
Vi sono fondati sospetti che Badoglio avesse già da tempo fatto trasferire consistenti ricchezze in Puglia. Inoltre, pare che già dai primi di settembre la moglie e la figlia di Badoglio si fossero trasferite al sicuro in Svizzera.
Anche sulla figura del Re sono stati sollevati dubbi riguardo alla lealtà verso il Paese, dal punto di vista economico; in un suo libro Indro Montanelli sostiene come il Re mantenesse cospicui depositi di denaro in Gran Bretagna.

## Dopo la fuga
Dopo essersi sistemato a Brindisi, il gruppo riprese le trattative con gli alleati. Questi ultimi considerarono come confermata la loro immagine dell'Italia: quella di un interlocutore volubile e inaffidabile: inviati da Eisenhower per le trattative, il generale Mason MacFarlane e i suoi consiglieri arrivarono in Puglia sorpresi dal fatto di trovare uno staff politico totalmente impreparato alle trattative e addirittura ignaro del testo dell'armistizio corto (ossia quello firmato da Castellano il 3 settembre). Paradossalmente, la diffidenza degli alleati verso Badoglio finì per somigliare a quella che i tedeschi nutrivano verso il governo italiano.
Il 27 settembre giunsero a Brindisi due rappresentanti degli alleati: Macmillan e Murphy consegnarono a Badoglio il testo ultimativo della “resa incondizionata” che sarà firmato da Badoglio a Malta il successivo 29 settembre. Questo testo, articolato in 44 articoli, verrà chiamato armistizio lungo e definirà le severe condizioni della resa italiana. Tra l'altro, il 13 ottobre l'Italia formalmente dichiarerà guerra alla Germania, condizione richiesta nelle clausole della resa per acquisire lo status di parte cobelligerante.
A nord del fronte dei combattimenti, nel frattempo, la divisione dell'Italia si era formalizzata: la quasi totalità del territorio italiano a nord del fronte fu affidata al controllo di Mussolini, liberato dai tedeschi il 12 settembre e subito tradotto in Germania per un incontro con Hitler. Si stabiliva così al nord la Repubblica Sociale Italiana: i tedeschi avevano occupato il nord riuscendo a mettere in atto buona parte dei punti della Operazione Alarico, eccezion fatta per la cattura della flotta italiana che, a parte un comunque consistente numero di unità minori, era partita verso porti Alleati.
Nella parte meridionale, invece, muoveva i primi passi quello che viene talvolta chiamato Regno del Sud.

## Le due Italie
Il nord Italia, organizzato come Stato fantoccio fu soggetto ad un governo di fatto con dirigenza politica fascista e organizzato sulla struttura burocratica dello Stato italiano preesistente, anche se sottoposto ad un rigido e pervasivo controllo germanico, i cui diversi emissari (militari, politici, economici, diplomatici, polizieschi) sovrapponevano le proprie competenze tra loro e su quelle italiane.
A Brindisi, Vittorio Emanuele III e Badoglio ripresero gradualmente le loro funzioni sotto il vincolo del controllo da parte del comando alleato, mantenendo la continuità istituzionale ma di fatto regnando su sole quattro province pugliesi (la Sardegna pur essendo de jure sottoposta alla sovranità brindisina, di fatto era tagliata fuori da ogni collegamento con il governo regio). Si addivenne così a quello che fu definito impropriamente "Regno del Sud", di fatto del tutto subordinato all'amministrazione militare alleata (Allied Military Government of Occupied Territories, AMGOT).
Da Brindisi Vittorio Emanuele III nominò Raffaele de Courten capo di Stato Maggiore della Regia Marina, preferito dagli Alleati al principe Aimone di Savoia-Aosta, che venne nominato comandante italiano della base navale di Taranto.
Radio Bari l'11 settembre diffuse un proclama del Re:
Italiani, per la salvezza della Capitale e per poter pienamente assolvere i miei doveri di Re, col Governo e con le Autorità Militari, mi sono trasferito in altro punto del sacro e libero suolo nazionale.

Italiani! Faccio sicuro affidamento su di voi per ogni evento, come voi potete contare fino all'estremo sacrificio, sul vostro Re.

Che Iddio assista l'Italia in quest'ora grave della sua storia.»
Quella stessa sera fu diffuso anche un proclama del maresciallo Badoglio che, come il Re, parlava per la prima volta agli italiani dopo l'armistizio:

## Conseguenze
La scelta di abbandonare Roma, condannata dalla maggioranza degli studiosi, ebbe enormi conseguenze negative nel breve e nel medio periodo:
- L'occupazione da parte dei tedeschi fu facilitata. L'esercito regio, al momento dell'annuncio dell'armistizio aveva dislocati sul suolo italiano oltre un milione di uomini in armi cui si trovavano contrapposti circa 400.000 soldati tedeschi. Nella Francia meridionale occupata e Corsica erano dislocati 230.000 uomini, in Croazia e Montenegro 300.000, altrettanti in Albania e Grecia, 53.000 uomini nelle isole dell'Egeo per un totale di circa 900.000 uomini impegnati nei teatri esteri e oltremare. 
Approssimativamente si trovavano sotto le armi due milioni di uomini che erano minacciati dalle forze tedesche, e per le quali a loro volta essi rappresentavano una minaccia: costoro rimasero senza alcun ordine in attesa che dallo Stato Maggiore giungesse qualche disposizione, ma ciò non avvenne mai. Le truppe furono lasciate allo sbando con il solo ed enigmatico ordine "ad atti di guerra rispondete con atti di guerra". In Jugoslavia molti soldati vennero deportati nei campi di concentramento; altrove, come a Cefalonia, Spalato e Lero decisero generosamente di combattere e difendersi dai tedeschi, ma queste iniziative isolate furono in genere destinate ad un esito catastrofico; in ogni caso gran parte delle truppe smise di combattere animata dal desiderio di tornare alle proprie case, sperando che il peggio fosse ormai passato. L'esercito era comunque allo sbando: il generale Jodl nel suo rapporto sulla situazione strategica in Italia a seguito dell'8 settembre ad Hitler rese note le cifre in questo comunicato del 7 novembre 1943[45]:

- L'8 settembre venne annullato dal generale Eisenhower il previsto lancio di truppe americane aviotrasportate da impiegare per la cattura di Roma e la sua difesa dai tedeschi. Le sei divisioni italiane a presidio di Roma (la Divisione di fanteria Sassari, Granatieri di Sardegna, Corazzata Ariete, Divisione motorizzata Piave[46], Corazzata Centauro), completamente prive di ordini, o soggette ad ordini altalenanti, non poterono opporsi efficacemente a Kesselring, malgrado disponessero di circa 60.000 uomini e qualche centinaio di carri armati e semoventi, poi abbondantemente utilizzati dai tedeschi sul fronte sud. Lo stesso Kesselring ammise in un suo memoriale che una difesa organizzata degli italiani in concomitanza con uno sbarco aereo alleato avrebbe segnato la sconfitta inevitabile delle truppe tedesche a Roma.[47]
- Il comportamento del re nella circostanza, attirando discredito sulla sua figura e sull'istituzione, contribuì alla caduta della monarchia[48]. Una testimonianza dell'ostilità nei confronti del re si trova anche oggi, presso il porto di Ortona dove venne posta nel 1945 una lapide a testimonianza dell'evento (si noti la sibillina previsione della caduta della monarchia):

La notte del 9 settembre 1943

L'ultimo Re d’Italia fuggì

Con la Corte e con Badoglio

Consegnando la martoriata patria

alla tedesca rabbia.

Ortona Repubblicana

dalle sue macerie e dalle sue ferite

grida eterna maledizione

alla monarchia dei tradimenti

del fascismo e della rovina d'Italia

anelando giustizia

dal Popolo e dalla Storia

nel nome santo di Repubblica.

9-9-1945»
Dato il risultato abbastanza equilibrato del referendum istituzionale che si sarebbe svolto nel 1946 (monarchia 45,7%; repubblica 54,3%), è lecito domandarsi se, senza l'episodio della fuga da Roma, la corona avrebbe potuto salvare il suo ruolo. Tuttavia i risultati referendari in provincia di Chieti, di cui Ortona fa parte, diedero una netta vittoria alla Monarchia, 119 610 voti a fronte dei 71 995 della Repubblica.

## Controversie sulla valutazione dell'operato del Re

Vittorio Emanuele III a Brindisi passa in rassegna una formazione del Regio Esercito

La complessità degli avvenimenti susseguitisi alle dimissioni di Mussolini fino allo stabilimento della sede del governo a Brindisi è stata fonte di interpretazioni discordanti sulle effettive intenzioni e azione del Re e dei suoi ministri. La tesi della fuga del Re, sopra riportata, resta prevalente, ma una ricca storiografia respinge, in tutto o in parte, una simile ricostruzione.

### Tesi
Alcuni storici, tra i quali Lucio Villari, Massimo de Leonardis, Luciano Garibaldi, Giorgio Rumi, Aldo Mola, Francesco Perfetti e altri uomini di cultura, giornalisti o giuristi, quali Lucio Lami, Franco Malnati, Gigi Speroni, Antonio Spinosa, hanno formulato una loro tesi sulla fuga del Re. In generale preferiscono parlare del fatto come di un "trasferimento del Re", ma la percezione dell'avvenimento come una fuga e l'iniziale senso di smarrimento anche all'interno dell'esercito (di cui è un esempio il diario dell'ufficiale Giovannino Guareschi) non sono taciuti. In particolare, vengono sottolineate le responsabilità di parte dei vertici militari, collocando la vicenda nel complicato contesto bellico che indusse Badoglio ad optare per una strategia "temporeggiatrice", come la definisce lo storico Mola. Questa parte della storiografia accentua inoltre il ruolo della propaganda nazi-fascista nell'alimentare l'idea della fuga del Re in modo da legittimare agli occhi degli italiani la costituzione dello Stato fantoccio guidato da Mussolini.
L'elemento chiave che accomuna questi storici è quello della continuità dello Stato. In questo modo si respinge la tesi della fuga come mezzo per garantire la mera incolumità privata di Vittorio Emanuele III e dei suoi familiari. Infatti, per motivi della massima gravità, il trasferimento del Capo dello Stato e dei suoi principali collaboratori è ritenuto necessario per assicurarne lo svolgimento delle funzioni. La gravità del momento era dovuta al fatto che l'Italia, che aveva perso la guerra e si ritrovava occupata a Sud dagli anglo-americani e al Centro-Nord dai tedeschi, con un esercito ormai male equipaggiato e dislocato fuori dei confini, rischiava di perdere la sua guida, il capo dello Stato e delle forze armate in quanto Hitler aveva diramato l'ordine di arrestare il Re e i membri della famiglia reale.
Spesso si aggiunge alla motivazione principale - quella della continuità dello Stato - la necessità di allontanarsi da Roma, dichiarata unilateralmente città aperta, per evitare la strage della popolazione civile e gravi danni ai monumenti. Ad avvalorare questa tesi è spesso portato il ruolo dell'Italia nei confronti della città di Roma, infatti, come si legge nel primo articolo del Concordato dei Patti Lateranensi, l'Italia aveva il dovere di garantire il rispetto del carattere sacro della Città Eterna, sede del Sommo Pontefice. Per preservare l'incolumità del Papa e di Roma certamente l'abbandono della città da parte del Sovrano fu cosa necessaria; ciò è testimoniato da una lettera di Niccolò Rodolico del 1946 in cui si legge che lo stesso Pio XII telefonò al Re alla vigilia del 9 settembre per consigliare la partenza. È necessario aggiungere che di fatto Roma non fu lasciata a sé stessa, il Vaticano esercitò infatti un importante ruolo per la gestione della città durante l'assenza del governo.
Sempre secondo questa tesi la mancata diramazione iniziale di un piano deciso di attacco contro i tedeschi deriverebbero dalla necessità di evitare l'inasprimento dell'azione dell'ex alleato sia contro la popolazione civile sia contro gli obiettivi militari, in una situazione in cui le forze armate italiane si trovavano in netta inferiorità per dotazione di armamenti.
Vengono portati a giustificazione del trasferimento del Re altri casi in cui personalità politiche, nell'imminenza dell'invasione tedesca, si allontanarono dalle rispettive capitali o fuggirono all'estero: in Francia, nel giugno 1940, il presidente della repubblica Albert Lebrun si trasferì a Bordeaux con tutto il governo e Stalin ordinò il trasferimento del governo a Kujbyšev, 800 chilometri da Mosca, anche se in ultimo restò nella capitale, mentre altri progettavano di farlo (il re Giorgio VI aveva programmato di trasferirsi in Canada nel caso in cui i tedeschi fossero riusciti ad attraversare la Manica). Vittorio Emanuele III e Badoglio si recarono a Brindisi, già evacuata dai tedeschi e ancora non occupata dagli alleati. Questi ultimi, tuttavia, sbarcarono a Taranto il giorno dopo la proclamazione dell'armistizio. Inoltre, i monarchi italiani si sarebbero comportati come quasi tutti i monarchi dei Paesi europei, che si misero sotto la protezione delle truppe alleate per poter continuare a dirigere la lotta contro i nazisti (Guglielmina dei Paesi Bassi fuggì in Gran Bretagna, Giorgio II di Grecia e Haakon VII di Norvegia si trasferirono a Londra con tutto il governo).
Le modalità del trasferimento a Brindisi, pur effettuato velocemente per via del rapido precipitare degli eventi, non assomiglierebbero, secondo alcune opinioni, a quelle di una fuga.
La storia della "fuga" sarebbe nata secondo una tesi in ambienti della Repubblica Sociale Italiana e successivamente, adottata in chiave anti-monarchica da larghi settori della politica italiana. Si aggiunge inoltre che molte ricostruzioni degli storici sostenitori della tesi della fuga, tra i quali Zangrandi, si basano su mere supposizioni non confortate da prove accademiche.

### Dibattito sulla continuità dello Stato italiano
Alcuni testimoni e studiosi sostengono che la continuità dello Stato si sarebbe interrotta nel caso in cui Re e governo fossero stati catturati e che l'aver evitato ciò permise al Regno d'Italia di mantenere in vigore l'armistizio, dichiarare guerra ai tedeschi occupanti, e avere riconosciuto lo status di cobelligerante da parte degli Alleati, fatti questi che costituirono il quadro giuridico interno e internazionale in cui operarono la Resistenza italiana e il CLN quale governo clandestino nel nome dello stato legittimo (il cd. "Regno del Sud") ed evitarono, secondo tale tesi, una pace maggiormente punitiva a guerra finita. Nel 2006 il Presidente della Repubblica Italiana Carlo Azeglio Ciampi commentò il punto con le seguenti parole:
Secondo lo storico Lucio Villari:
Nelle sue memorie, il colonnello delle SS Eugen Dollmann dichiarò che:

### Critiche
Le critiche che vengono mosse a queste tesi di revisione storica sul comportamento di Vittorio Emanuele III si fondano su considerazioni per lo più strategiche e militari.
- Lo status di città aperta di Roma era di fatto inapplicabile, in quanto Roma era al centro di un piano di aviosbarco alleato, che si sarebbe dovuto svolgere in accordo e coordinamento con i comandi militari italiani congiuntamente alla proclamazione dell'armistizio e, quindi, era un obiettivo militare, né sarebbe stata considerata tale dai tedeschi che già da giorni avevano ammassato truppe in zona.
- Gli ordini lasciati alle truppe italiane, prima dell'allontanamento dalla capitale furono in ogni caso ambigui, non espliciti, mancanti di un qualunque tentativo di organizzare una reazione organica e coordinata sul territorio italiano del regio esercito contro le forze tedesche, gli stessi contatti con gli alleati e gli accordi con esse furono svolti goffamente senza permettere un rapido dispiego delle forze alleate nella penisola italiana, che avrebbe permesso di contrastare più efficacemente le forze naziste e ridotto l'ampiezza dell'area nazionale controllata dai tedeschi. Tale situazione, per altro, era in aperta violazione di alcuni articoli dell'armistizio di Cassibile, firmato pochi giorni prima, il 3 settembre 1943 e in particolare degli articoli 2 ("L'Italia farà ogni sforzo per negare ai Tedeschi tutto ciò che potrebbe essere adoperato contro le Nazioni Unite"), 7 ("Garanzia immediata del libero uso da parte degli Alleati di tutti gli aeroporti e porti navali in territorio italiano, senza tener conto dello sviluppo dell'evacuazione del territorio italiano da parte delle Forze tedesche. Questi porti e aeroporti dovranno essere protetti dalle Forze Armate italiane finché questo compito non sarà assunto dagli Alleati", 8 ("Immediato richiamo in Italia delle Forze Armate italiane da ogni partecipazione in guerra in qualsiasi zona si trovino attualmente impegnate"), 9 ("Garanzia da parte del Governo italiano che, se necessario, impiegherà tutte le sue forze disponibili per assicurare la sollecita e precisa esecuzione di tutte le condizioni di armistizio"). Il mancato rispetto di tali articoli è comprovato dalla reiterazione delle richieste di diversi dei provvedimenti citati nel testo dell'armistizio "lungo" firmato il 29 settembre 1943.
- Il preteso parallelismo tra le azioni di alcuni monarchi europei e quelle del re d'Italia non sembra tenere in conto né il fatto che esse avvennero durante la fase della guerra nella quale l'esercito tedesco era all'attacco su tutti i fronti (mentre nel settembre del 1943 era ormai ovunque sulla difensiva), né del fatto che le deboli forze armate dei Paesi dei sovrani citati non erano – al contrario di quelle italiane – assolutamente in condizione di opporre alcuna resistenza significativa a quelle tedesche, senza parlare del fatto che il sostegno che gli inglesi potevano offrire a norvegesi, olandesi e greci era ben poca cosa rispetto a quello che gli Stati Uniti erano in grado di porre in essere in Italia.[59]
- Il carattere di fuga fu accentuato dal fatto che nessuno, nella fretta e confusione di lasciare la capitale, avvertì la Principessa Mafalda di Savoia che in quei giorni si trovava in Bulgaria, di non tornare a Roma rientrando in Italia, ma di dirigersi senza indugio verso una città del sud. L'aereo che avrebbe dovuto portarla a Bari atterrò invece a Pescara. Giunta a Chieti vi dimorò otto giorni prima di voler incautamente tornare a Roma ove giunse il 22 settembre. A causa di ciò la secondogenita del Re venne, come spiegato, catturata dai tedeschi e deportata a Buchenwald ove morì in seguito alle ferite riportate durante un bombardamento americano.
- Durante il viaggio da Roma a Ortona e, quindi, Brindisi, il Re, comandante in capo dell'Esercito, non organizzò alcun comando militare mobile e neppure vennero tenuti i contatti con i comandi militari dei vari fronti di guerra. Per cui, durante il giorno dell'armistizio e quelli immediatamente successivi, i più critici, i comandi militari si trovarono senza uno Stato Maggiore Generale a cui fare riferimento.
- La posizione della monarchia italiana era diversa rispetto a quella degli altri sovrani europei poiché capo di una nazione precedentemente alleata e solo successivamente avversaria (come cobelligerante) dell'Asse.
- Il peso del governo del Regno del sud fu nullo o molto scarso in quanto aveva solo un potere amministrativo e solo in 7 province meridionali (quattro della Puglia e la Sardegna), in quanto il resto del paese era sotto occupazione anglo-americana o tedesca.
- Lo storico Denis Mack Smith evidenzia una serie di errori commessi dal Re, che accentuarono la diffidenza inglese verso la monarchia italiana. Tra cui: il non aver condotto prigioniero Mussolini al sud, lasciandolo in un luogo non difendibile contro i tedeschi, l'aver tenuto Badoglio (per 20 anni ben integrato nel regime fascista) come capo del governo, evitando di sostituirlo con Caviglia (anch'esso maresciallo d'Italia) troppo anglofilo ai suoi occhi, allo scopo di avere una posizione equidistante fra le parti in lotta. A Brindisi il re si fregiava ancora del titolo di imperatore di Etiopia e di re d'Albania e alla richiesta alleata di abbandonare questi titoli rispose che questa decisione necessitava di un atto del Parlamento. Venne pesantemente valutata la sua ritrosia nel proclamare la dichiarazione di guerra alla Germania, nonostante gli attacchi che le forze armate tedesche infliggevano alle truppe italiane sparse nello scacchiere mediterraneo, la dichiarazione venne fatta solamente dopo un mese dall'arrivo a Brindisi, dopo pressanti richieste alleate, alle quali si era opposto sostenendo che abbisognava anche in questo caso di un voto del Parlamento, (parlamento che, allo stato delle cose, era inesistente), voto che non era stato richiesto per l'intervento in guerra a fianco di Hitler. Un altro fatto che gli alleati, soprattutto gli inglesi, non capirono fu il motivo per cui non ripercorse le orme del suo bisnonno Carlo Alberto, che abdicò per il bene del Regno e della sua dinastia.
- Denis Mack Smith riporta anche il giudizio che diede Benedetto Croce, liberale e monarchico convinto (nel referendum del 1946 votò per la monarchia):

- A Brindisi il governo di Badoglio non tentò di riprendere il controllo delle armate italiane rimaste intrappolate in Grecia ed Albania, né alla flotta furono dati ordini precisi. Addirittura, in un primo tempo, per convincere l'ammiraglio Bergamini a prendere il mare verso Bona, de Courten lasciò credere che la flotta, di stanza alla Spezia, dovesse semplicemente dirigersi alla base della Maddalena al solo fine di sottrarsi a possibili offese tedesche:[60] solo dopo che essa fu in mare venne comunicata la vera destinazione, il porto tunisino controllato dagli Alleati). Bergamini venuto a sapere che La Maddalena era già stata occupata dai tedeschi fece rotta verso l'Asinara. Solo molte ore dopo l'affondamento della corazzata Roma, occorso poco dopo il cambio di rotta, l'ammiraglio Romeo Oliva, subentrato a Bergamini, che era perito sulla Roma, la mattina del 10 settembre fece rotta su Capo Bon e dispose di inalberare i pennelli neri in ottemperanza alle clausole armistiziali.[61][62] Invero un tentativo di inviare soccorsi alla divisione Acqui impegnata a Cefalonia in combattimento con i tedeschi fu impedito per espresso ordine alleato, che impose il rientro di unità navali già salpate dai porti pugliesi, distanti solo poche ore dalle Isole Ionie,[63] ma non fu un ordine impartito dallo Stato Maggiore o dal Re, bensì dall'ammiraglio Giovanni Galati, comandante la piazza di Brindisi che dispose l'invio di due torpediniere, Clio e Sirio; le due torpediniere erano in servizio per trasporti tra i porti della Puglia e come tali avevano dagli Alleati il carburante; quando gli Alleati (l'ammiraglio Peters, comandante la piazza di Taranto) ne vennero a conoscenza, imposero il rientro immediato, pena l'affondamento tramite un attacco aereo.[64][65]
- Unità della nazione e rappresentatività del governo italiano: il 30 ottobre 1943 alla terza Conferenza alleata di Mosca fu approvata una mozione in base alla quale al popolo italiano dovrà essere possibile organizzare la nazione secondo i principi democratici includendo nel governo i rappresentanti dell'opposizione al fascismo. Di conseguenza, gli alleati non riconoscono al governo Badoglio la funzione di rappresentanza nazionale fino a quando nella composizione del governo italiano non saranno inclusi i gruppi politici antifascisti.
- Le discussioni sul giudizio da dare all'allontanamento del Re hanno persino lasciato sospettare ad alcuni storici che la facilità con cui il corteo reale lasciò la capitale e il mancato affondamento della corvetta Baionetta, individuata ancorata in rada di Ortona e fotografata durante le operazioni di imbarco dall'aviazione tedesca[66] fosse stata addirittura concordata con Kesselring in cambio del ritardo da parte del generale Ambrosio, Capo di Stato Maggiore, nel diramare la "Memoria op. 44", che era l'unico piano formulato a fine agosto dallo Stato Maggiore italiano di resistenza ai tedeschi e ordini maldestri di spostamenti in posizioni sfavorevoli dati alle truppe italiane[67] in difesa di Roma di fronte alle forze tedesche in minoranza numerica.[68]
- Giaime Pintor scriveva a caldo alla fine del 1943: "Le giornate che seguirono l'8 settembre furono le più gravi che l'Italia abbia attraversato da quando esiste come Paese unito. […] Roma, intorno a cui Badoglio aveva concentrato cinque divisioni, si arrese a due divisioni tedesche: […] Le responsabilità saranno discusse ancora per molto tempo. Certo il re e i capi militari ne portano il peso maggiore: la loro viltà e la loro inettitudine sono costate all'Italia quasi quanto i delitti dei fascisti."[69].

## Nella cultura di massa
L'episodio della fuga di Vittorio Emanuele III è la cornice storica in cui si svolgono gli eventi del film del 1995 Io e il re di Lucio Gaudino.
Alla fuga di Vittorio Emanuele III si fa un accenno anche in una scena del film Polvere di stelle, dove la compagnia teatrale protagonista del film vede passare il re, la regina e lo stato maggiore delle forze armate lungo una strada della Valle Peligna in prossimità di Sulmona in Abruzzo.